# Corpse Party: Blood Covered
Corpse Party: Blood Covered (jap.: コープスパーティー BloodCovered, Kōpusu Pātī BloodCovered) ist eine Manga-Serie von Makoto Kedōin (Text) und Toshimi Shinomiya (Zeichnungen). Die Serie, welche sich in die Genres Horror, Drama und Shōnen einordnen lässt, basiert auf dem Computerspiel Corpse Party.

## Inhalt
Der Manga handelt von einer Gruppe Oberschüler, die sich nach einem magischen Ritual plötzlich voneinander getrennt in einer verlassenen Grundschule wieder finden, in der sich einst eine Serie grausamer Morde ereignet hat. Während die Schüler verzweifelt nach einer Möglichkeit suchen, aus der Schule zu fliehen, werden sie immer wieder von den rachsüchtigen Geistern der Kinder bedroht, die einst in dieser Schule getötet worden sind.

## Veröffentlichung
Der sich an ein männliches Publikum richtende Manga erschien in Japan von 2008 bis 2012 beim Verlag Square Enix, zuerst im Magazin Gangan Powered und nach dessen Einstellung im Februar 2009 in das Nachfolgermagazin Gangan Joker. Der Start der Serie fiel zusammen mit der Veröffentlichung des gleichnamigen Spiels, ein Remake des Originalspiels Corpse Party von 1996. Die Handlung orientiert sich auch eng an der des Spiels, weswegen der Fokus der Geschichte zwischen den Hauptcharakteren wechselt. Die Serie umfasst 47 Kapitel, die in 10 Sammelbände zusammengefasst zwischen dem 22. April 2009 und dem 22. Dezember 2012 veröffentlicht wurden.
Von Oktober 2015 bis April 2017 erschien der Manga auf Deutsch bei Egmont Manga komplett. Der taiwanische Verlag Tong Li veröffentlichte von 2011 bis 2013 alle Bände der Serie auf Chinesisch. Seit Mai 2016 gibt Yen Press eine englischsprachige Übersetzung heraus.

## Rezeption
Die Zeichnungen des Mangas seien eher durchschnittlich, so die AnimaniA: Die Hintergründe sind oft schlicht oder frei gelassen und der Stil nicht besonders einprägsam. Die Erzählung folgte streng linear der Vorlage. Der Manga enthalte nur wenige Gore-Szenen, aber die psychologische Komponente des Horrors sei nicht zu unterschätzen. Die Serie wird daher für Fans von The Ring, Elfen Lied oder Danganronpa empfohlen.